# Mirassol
Mirassol este un oraș în São Paulo (SP), Brazilia.